# Johann Franz von Nesselrode-Ehreshoven
Johann Franz Felix Karl Graf von Nesselrode-Ehreshoven (* 25. April 1754; † 1816) war ein deutscher Domherr in Eichstätt, Münster, Lüttich und Hildesheim.

## Leben

### Herkunft und Familie
Johann Franz Felix Karl von Nesselrode zu Ehreshoven entstammte als Sohn des Karl Franz von Nesselrode (1713–1798) und dessen Ehefrau Anna Freiin von Loe (1721–1794) dem westfälischen Adelsgeschlecht von Nesselrode. Aus diesem, welches seinen Stammsitz von 1396 bis 1921 im Schloss Ehreshoven hatte, sind zahlreiche Amtmänner und Räte in bergischen Diensten sowie Domherren und Kanoniker hervorgegangen.
Johanns Vater war kurpfalzbayerischer Geheimer Staatsrat, Staats- und Konferenzminister, Amtsmann von Steinbach, herzoglich jülich-bergischer Kanzler. Sein Bruder Karl Franz (1752–1822) war preußischer Generalmajor sowie Ritter des St. Joseph-Ordens. Sein Bruder Wilhelm war mit Luise von Gontard verheiratet. Deren Sohn Karl Robert (1780–1862) war russischer Außenminister und Kanzler. Johanns Schwester Isabella († 1824) heiratete Johann von Bassenheim, Theresia (1744–1819)  Philipp von Lerchenfeld.

### Wirken
Im Jahre 1770 erhielt Johann Franz in Eichstätt eine vom Papst verliehene Dompräbende. Aufgrund kaiserlichen Ersuchens erlangte er im Jahre 1773 eine münstersche Dompräbende. Sein Onkel Franz Bertram verzichtete im Dezember 1777 und überließ ihm die Präbende in Lüttich. Am 12. Januar 1786 fand die Aufschwörung als Domherr zu Hildesheim statt. Als Besitzer von Baesweiler wurde er im Jahre 1779 zur Jülicher Ritterschaft aufgeschworen.